# 佩爾·卡爾森
佩爾·卡爾森（瑞典語：Per Karlsson；1986年1月2日—）是一位瑞典足球運動員。在場上的位置是後衛。他現在效力於瑞典足球超級聯賽球隊AIK足球俱樂部。他也曾效力於阿維達貝治足球會。他也代表瑞典國家足球隊參賽。